# Spy City
Spy City es una miniserie de televisión de suspenso y espionaje creada por William Boyd. Protagonizada por Dominic Cooper, la historia se desarrolla en el Berlín de 1961 y sigue a un espía británico encargado de descubrir a un doble agente dentro de la misión diplomática británica.
Se estrenó el 3 de diciembre de 2020 en el servicio de streaming alemán Magenta TV y en la cadena ZDF, y posteriormente fue adquirida por AMC Networks, estrenándose en AMC+ el 15 de abril de 2021.  

## Sinopsis
El agente británico Fielding Scott (Dominic Cooper), del MI6, es asignado para escoltar a un científico de Alemania del Este a través de la frontera en Berlín, en 1961, poco antes de la construcción del Muro de Berlín. La ciudad, controlada por las cuatro potencias ocupantes —el MI6 británico, el SDECE francés, el KGB soviético y la CIA estadounidense—, se encuentra completamente vigilada, y varios dobles agentes operan dentro de los servicios de inteligencia, complicando la situación.
Tras el asesinato del científico y su familia poco antes de la huida, Scott debe identificar al traidor dentro de sus propias filas que filtró la información sobre la deserción, mientras enfrenta la presión de evitar que cualquier error desencadene un ataque nuclear preventivo por parte de la contraparte.

## Reparto y personajes
- Dominic Cooper como Fielding Scott, un agente del MI6 británico que, tras matar a un compañero en defensa propia, es enviado a Berlín del Este para escoltar a un científico alemán desertor, pero que deberá localizar a un traidor dentro de sus propias filas.[4]
- Romane Portail como Séverine Bloch, una agente francesa del Servicio de Documentación Exterior y Contraespionaje, que mantiene un romance con Scott y busca al exoficial nazi responsable del asesinato de su esposo, miembro de la Resistencia.
- Leonie Benesch como Eliza Hahn una joven alemana del Este que trabaja como secretaria de Scott en la misión británica, es chantajeada por la Stasi y busca desertar hacia el Reino Unido.
- Ben Münchow como Reinhart, el novio músico de Eliza, quien es vigilado por la Stasi debido a sus canciones de protesta.
- Johanna Wokalek como Ulrike Faber, una fotógrafa de Berlín del Este que ayuda a Scott a conseguir contactos.
- Seumas Sargent como Conrad Greer, un agente de la CIA y antiguo amigo de Scott, a quien conoció durante la guerra.
- Adrian Lukis como Aldous Petrie, superior de Scott en la misión británica, quien desconfía de él y cuestiona que la muerte del agente haya ocurrido en defensa propia.
- Tonio Arango como August Froben, oficial de la Stasi que chantajea a Eliza, exigiéndole información sobre los británicos a cambio de no encarcelar a Reinhart.
- Wanja Mues como Manfred Ziegler, un científico de Alemania del Este que busca desertar hacia Occidente.
- Lukáš Bech como Vasily Lubkov,
- Mark Zak como Viktor Kovrin, jefe de la oficina de la KGB en Berlín
- Tom Ashley como George Brotherton
- Rupert Vansittart como Ian Stuart-Hay,

## Episodios
| N.º | Título                | Dirigido por     | Escrito por  | Fecha de emisión original |
| --- | --------------------- | ---------------- | ------------ | ------------------------- |
| 1   | «Operation Beethoven» | Miguel Alexandre | William Boyd | 03 de diciembre de 2020   |
| 2   | «Out of the Past»     | Miguel Alexandre | William Boyd | 03 de diciembre de 2020   |
| 3   | «My Enemy's Enemy»    | Miguel Alexandre | William Boyd | 03 de diciembre de 2020   |
| 4   | «The Flower Market»   | Miguel Alexandre | William Boyd | 03 de diciembre de 2020   |
| 5   | «Dark Imaginings»     | Miguel Alexandre | William Boyd | 03 de diciembre de 2020   |
| 6   | «The Wall»            | Miguel Alexandre | William Boyd | 03 de diciembre de 2020   |

## Producción
William Boyd comenzó a escribir el guion de la serie en 2014, concebida como una producción franco-alemana de Odeon Film y Gaumont TV bajo la dirección de Christian Schwochow. Finalmente, se llevó a cabo como una producción de H&V Entertainment —que durante el proceso se fusionó con Novafilm para formar Odeon Fiction, una filial de Odeon Film—, en colaboración con la cadena alemana ZDF, la productora británica Seven Stories y la checa Wilma Film.
En julio de 2019, se anunció que Dominic Cooper había sido elegido para interpretar a Fielding Scott, protagonista de la serie. El rodaje tuvo lugar entre agosto y noviembre de 2019 en Praga y Roudnice nad Labem (República Checa).
La producción fue financiada con más de 600.000 euros provenientes del German Motion Picture Fund, 100.000 euros de Nordmedia, así como con aportes del Czech Film Fund y del FilmFernsehFonds Bayern.

## Lanzamiento
La serie fue lanzada el 3 de diciembre de 2020 en el servicio de streaming alemán Magenta TV, y en los meses siguientes fue estrenada por la cadena pública ZDF. En marzo de 2021 se anunció que la compañía estadounidense, AMC Networks había adquirido los derechos para lanzarla en su plataforma AMC+ el 15 de abril de 2021.

## Recepción
El sitio web de agregación de reseñas Rotten Tomatoes informa un índice de aprobación del 70%, basado en 10 reseñas, con una calificación promedio de 6,5/10.  Por su parte, Metacritic calculó una puntuación promedio ponderada de 72 sobre 100 basada en 7 críticos, lo que indica "reseñas generalmente favorables".
Hartwig Tegeler de Deutschlandfunk Kultur comentóː «Spy City ofrece, en efecto, todo lo que el género de espionaje requiere: la partida de ajedrez en el parque como excusa para contactar al turbio informante; los disparos en la cabeza con silenciador; el encanto del Berlín de los años sesenta en plena Guerra Fría, recreado en Praga y sus alrededores con un aire histórico; y, por supuesto, el viejo nazi que —ahora al servicio de la Stasi— sigue encarnando el mal en el mundo».  Asimismo, agregó que la serie «no propone, desde la mirada histórica sobre Berlín, una reflexión sobre el devenir de la época; carece de personajes trágicos complejos y se inclina en exceso ante el modelo de James Bond».